# Parroquia San Antonio de Padua
La Parroquia de San Antonio de Padua es un templo católico situado en el barrio del Mercado de la ciudad de Alicante (España). Fundado originalmente como convento franciscano en la posguerra, el edificio actual fue inaugurado en 1949 y elevado a parroquia en 1969. La iglesia está dedicada a San Antonio de Padua y ha sido históricamente atendida por la orden franciscana.

## Historia
La presencia franciscana en Alicante se remonta al siglo XV, cuando se fundaron los primeros conventos de la orden en la ciudad. Ya en el siglo XX, los franciscanos de la provincia de Cartagena se establecieron en Alicante en 1919. Tras unos primeros años en el barrio de las Carolinas y luego en el de San Fernando, en 1931 y 1936 sus instalaciones fueron destruidas por incendios.
En 1939, tras la guerra civil española, los franciscanos retomaron su labor pastoral en la ciudad y construyeron una nueva iglesia en el barrio del Mercado. Las obras comenzaron en 1941 y el templo fue inaugurado en 1949. En 1969, el obispo Pablo Barrachina la erigió como parroquia bajo la advocación de San Antonio de Padua.

## Arquitectura
El templo presenta una planta basilical de tres naves, con una nave central más alta y luminosa. La fachada es sencilla y de líneas neoclásicas, destacando una cúpula de tejas azules característica de la arquitectura levantina. En el interior se conservan frescos del pintor alicantino Gastón Castelló en el altar mayor, un púlpito de madera tallada en castaño y esculturas de los cuatro evangelistas obra de Adrián Carrillo.
También destacan varias imágenes devocionales: una Inmaculada tallada por Manuel Hurtado preside el camarín del altar mayor, y otras imágenes del templo fueron realizadas por autores como José Sánchez Lozano y José María Ponsoda.

## Comunidad y actividad pastoral
Durante décadas, la parroquia fue atendida por frailes franciscanos, aunque en 2012 la orden se retiró por falta de vocaciones y el templo pasó a ser gestionado por la diócesis de Orihuela-Alicante. En 2019 se celebró el 50.º aniversario como parroquia, con diversos actos litúrgicos y conmemorativos.
La iglesia es sede de la Muy Ilustre, Penitencial y Franciscana Cofradía del Ecce Homo y la Redención, fundada en 1946. Esta cofradía es una de las más relevantes de la Semana Santa alicantina.